# Clinohelea usingeri
Clinohelea usingeri är en tvåvingeart som beskrevs av Wirth 1952. Clinohelea usingeri ingår i släktet Clinohelea och familjen svidknott. Inga underarter finns listade i Catalogue of Life.